# Isola di Salisbury (Russia)
L'isola di Salisbury (in russo Остров Солсбери, ostrov Solsberi) è un'isola disabitata russa nell'Oceano Artico che fa parte della Terra di Zichy nell'arcipelago della Terra di Francesco Giuseppe.
L'isola è stata così denominata in onore del professore di geologia Rollin D. Salisbury (1858-1922) dell'Università di Chicago, che è anche stato il secondo in comando della spedizione di Robert Edwin Peary.

## Geografia
L'isola di Salisbury, che è la sesta più grande isola dell'arcipelago, si trova nella parte centrale del gruppo delle isole di Zichy; tra l'isola di Champ e l'isola di Luigi a sud e sud-ovest, dalle quali la separa il canale Brown, e l'isola di Ziegler a nord-est, al di là del canale Rhodes. L'isola è quasi totalmente coperta dal ghiaccio.

## Isole adiacenti
- Isola di Elisabetta (Остров Елизаветы, ostrov Elizabety), a 7 km dall'estremità nord-ovest dell'isola di Salisbury.
- Isole di Ieske (Острова Иеске, ostrova Ieske), 2 piccole isole molto vicine alla costa nord-est.
- Isole di Kučin (Острова Кучина, ostrova Kučina), 2 piccole isole vicine alla costa nord-est.